# イシロ
イシロ (Isiro) ([iˈsiro]) は、コンゴ民主共和国北東部の高ウエレ州の州都。
2012年の人口は18万2900人。

## 人口
- 1984年7月1日：7万8268人
- 2004年7月1日：14万7524人[2]
- 2012年：18万2900人

## 経済
珈琲が名産である。

## 歴史
1934年、ベルギーのアルバート・パウリス大佐が町を建設し、「パウリス」と名付けた
1960年、独立直後のコンゴ動乱で、「黒龍作戦」を行うベルギーの空挺兵と、現地のシンバ人民兵の間で戦闘が起きた。
1998年、ドミニコ会が経営するウエレ大学が開校した。
旧東部州で大学が開校した都市は、キサンガニとブニアに次いで3番目である。

## 著名人

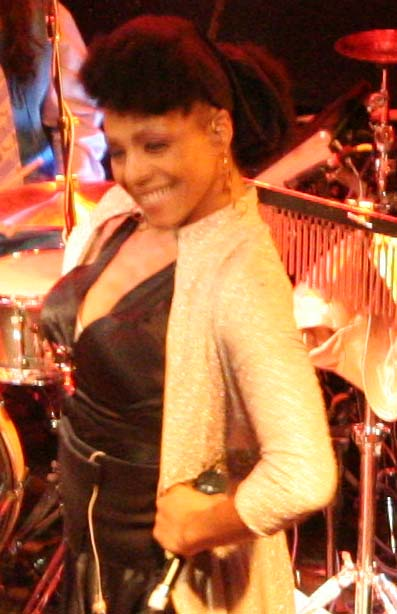
マリー・ドールン

- マリー・ドールン（英語版）(Marie Daulne)：1964年10月20日～。イシロ出身のベルギー人歌手。ザップ・ママの代表。

## 交通

### 鉄道
- ヴィシコンゴ線（英語版）でコンゴ川岸のブンバと繋がっているが、現在は運行していない。

### 道路
- ウガンダや南スーダンと道路で繋がっているが、雨季には通行出来ない事が多い。

### 空路
- マタリ空港

座標: 北緯02度52分 東経27度40分 / 北緯2.867度 東経27.667度

## 宗教
- カトリック・イシロ・ニャンガラ司教区（英語版）